# Никитенко, Святослав Алексеевич
Никите́нко Святосла́в Алексе́евич (укр. Нікіте́нко Святосла́в Олексі́йович; 15 апреля 1960) — украинский художник-камнерез.

## Биография
Родился 15 апреля 1960 г. в г. Ростов-на-Дону (РСФСР). В 1965 г. семья переехала в г. Приднепровск Днепропетровской области (УССР) (в 1977 город вошел в состав Днепропетровска).
В 1982 г. окончил Днепропетровский инженерно-строительный институт, архитектурный факультет.
По окончании института работал по специальности.
В 1983—1985 гг. проходил срочную офицерскую службу в Ленинграде, где увлекся миниатюрной резьбой по дереву.
В начале 1990-х начинает заниматься глиптикой — искусством миниатюрной резьбы на камне.
С 1994 г. участвует в художественных выставках на Украине и в России, включая индивидуальные.
В 2000 г. становится членом Национального союза художников Украины.
Работы занимали первые места на международных ювелирных конкурсах (Одесса — 2005, 2008; Киев — 2009).
В 2012 г. награждён Малым знаком Ордена Михаила Перхина — почётной наградой Мемориального Фонда Карла Фаберже.

## Работы

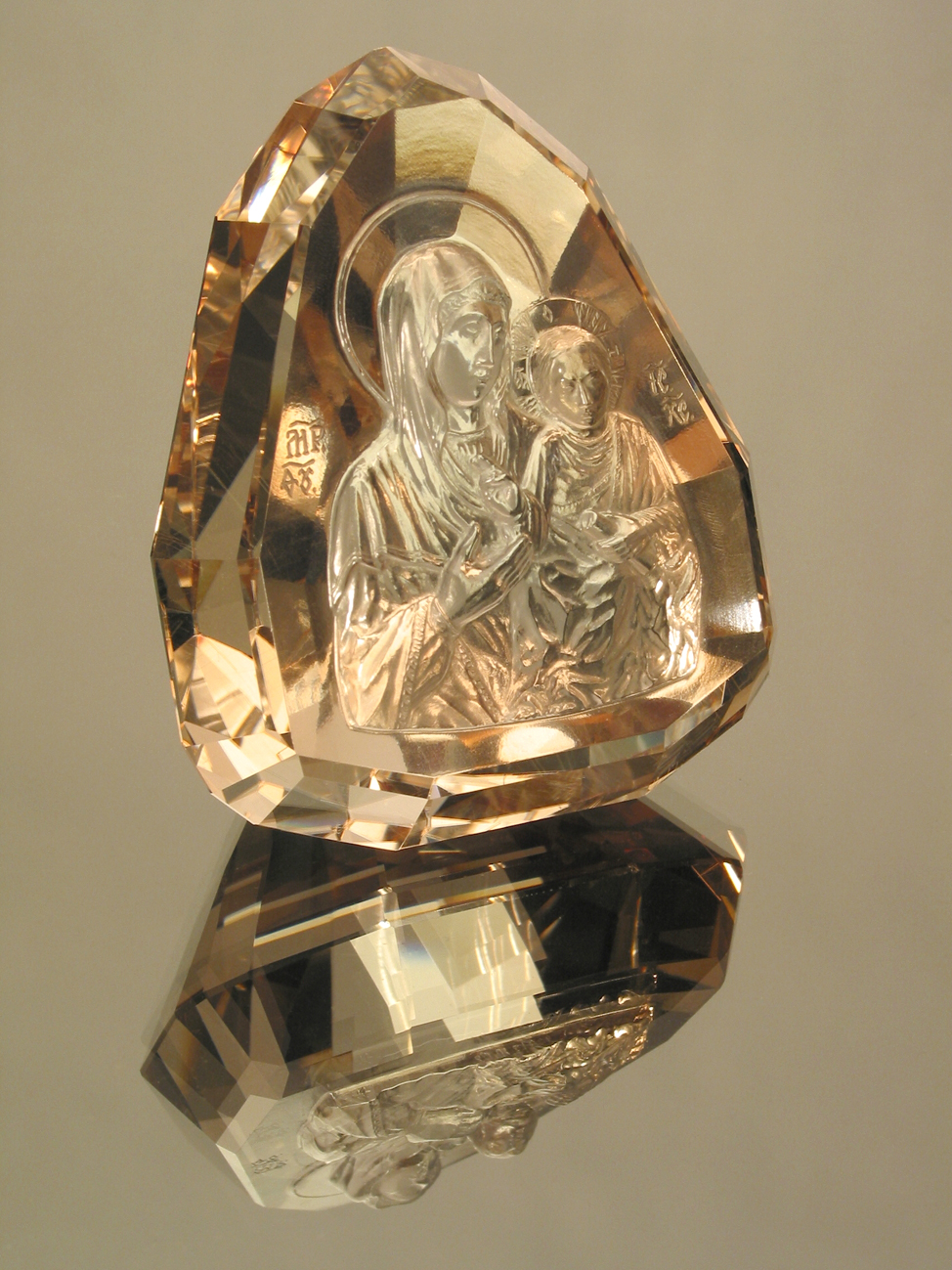
Одигитрия

Произведения преимущественно представлены камеями, реже — инталиями. Первые работы выполнялись на кости, впоследствии Никитенко полностью перешел на камень. Основной материал — цитрин, топаз, сердолик, морион и другие твердые камни. В середине 1990-х Никитенко увлекся традициями христианской глиптики, существовавшей в Византии и проникнувшей также в Киевскую Русь, где местными мастерами изготавливались каменные иконки. Большинство работ Никитенко имеют иконографические сюжеты. Многие его геммы находятся в собственности церкви (Украина, Россия, Константинополь, Ливан). Также художник обращается к античной и светской тематике, портретам.
Работы Никитенко хранятся в частных коллекциях Украины, России, США, Великобритании, Франции, Израиля, Австрии, Болгарии, Ливана, Швейцарии, Казахстана и других стран.